# William Hale (Politiker, 1765)
William Hale (* 6. August 1765 in Portsmouth, New Hampshire Colony; † 8. November 1848 in Dover, New Hampshire) war ein US-amerikanischer Politiker. Zwischen 1809 und 1811 und nochmals von 1813 bis 1817 vertrat er den Bundesstaat New Hampshire im US-Repräsentantenhaus.

## Werdegang
William Hale besuchte die öffentlichen Schulen seiner Heimat. Danach wurde er Kaufmann und Schiffseigentümer. Gleichzeitig interessierte er sich auch für Politik. Er wurde Mitglied der von Alexander Hamilton gegründeten Föderalistischen Partei. Zwischen 1796 und 1800 saß er im Senat von New Hampshire; zwischen 1803 und 1805 gehörte er dem Beraterstab des Gouverneurs an.
Bei den Kongresswahlen des Jahres 1808, die staatsweit abgehalten wurden, wurde Hale für das dritte Abgeordnetenmandat von New Hampshire in das US-Repräsentantenhaus in Washington, D.C. gewählt. Dort trat er am 4. März 1809 die Nachfolge von Francis Gardner von der Demokratisch-Republikanischen Partei an. Bis zum 3. März 1811 konnte er zunächst eine Legislaturperiode im Kongress absolvieren. Dann fiel sein Sitz an Obed Hall. Aber schon bei den nächsten Wahlen im Jahr 1812 konnte er sein Mandat zurückgewinnen und zwischen dem 4. März 1813 und dem 3. März 1817 zwei weitere Legislaturperioden im Kongress verbringen. In diese Zeit fiel der größte Teil des Britisch-Amerikanischen Krieges, in dessen Verlauf die Briten zwischenzeitlich Washington besetzten.
Nach dem Ende seiner Zeit im Repräsentantenhaus ist William Hale politisch nicht mehr in Erscheinung getreten. Er starb am 8. November 1848 in Dover und wurde dort auch beigesetzt.